# Al-Mahawil District
Al-Mahawil District (arabiska: قضاء المحاويل) är ett distrikt i Irak.   Det ligger i provinsen Babil, i den centrala delen av landet, 80 km söder om huvudstaden Bagdad.
Följande samhällen finns i Al-Mahawil District:
- Nāḩīyat al Iskandarīyah